# Launceston Castle
Launceston Castle (kornisch Kastell Lannstefan) in Launceston in England war eine normannische Festung zur Zeit der normannischen Eroberung durch Wilhelm I. errichtet und im Besitz der Earls of Cornwall und ist heute eine Ruine. Ausgrabungen deuten darauf hin, dass der Burgplatz schon vor der normannischen Eroberung besiedelt gewesen sein könnte und dabei auch eine prähistorische Besiedelung nicht ausgeschlossen werden kann.

## Geschichte
Die Burg entstand unter Robert von Mortain, der ein Halbbruder von Wilhelm dem Eroberer war. Sie wird erstmals im Domesday Book erwähnt im Jahre 1086, wobei Robert 247 Kleinadelssitze unter seiner Herrschaft vereinigte und somit einer der mächtigsten Männer im Königreich war. Der Herrschaftssitz wurde jedoch bereits im Jahre 1106 bereits wieder durch die Krone eingezogen, nachdem Roberts Sohn Wilhelm Mortain gegen die Krone rebelliert hatte. Die Burg wurde aber im Jahre 1141 durch Heinrich I. an seinen illegitimen Sohn Reginald de Dunstanville verlehnt, der sie bis zu seinem Tode im Jahre 1175 hielt. Danach wurde die Burg von Richard I. – genannt Löwenherz – an seinen Bruder Johann Ohneland weitergegeben bis auch hier wegen seiner Rebellion die Burg 1191 wieder eingezogen wurde. Richard von Cornwall, der auch römisch deutscher Kaiser war und Bruder von Heinrich III. sowie der Erbauer von Tintagel Castle, wurde mit der Herrschaft Launceston belehnt, wobei sein Sohn Edmund, 2. Earl of Cornwall seine Interessenschwerpunkte nach Lostwithiel und Restormel aus wirtschaftlichen Gründen verlagerte. Edward von Woodstock, genannt der Schwarze Prinz, war wohl der letzte Herrscher königlicher Herkunft, der Interesse an der Anlage zeigte und wesentliche bauliche Änderungen vornahm.

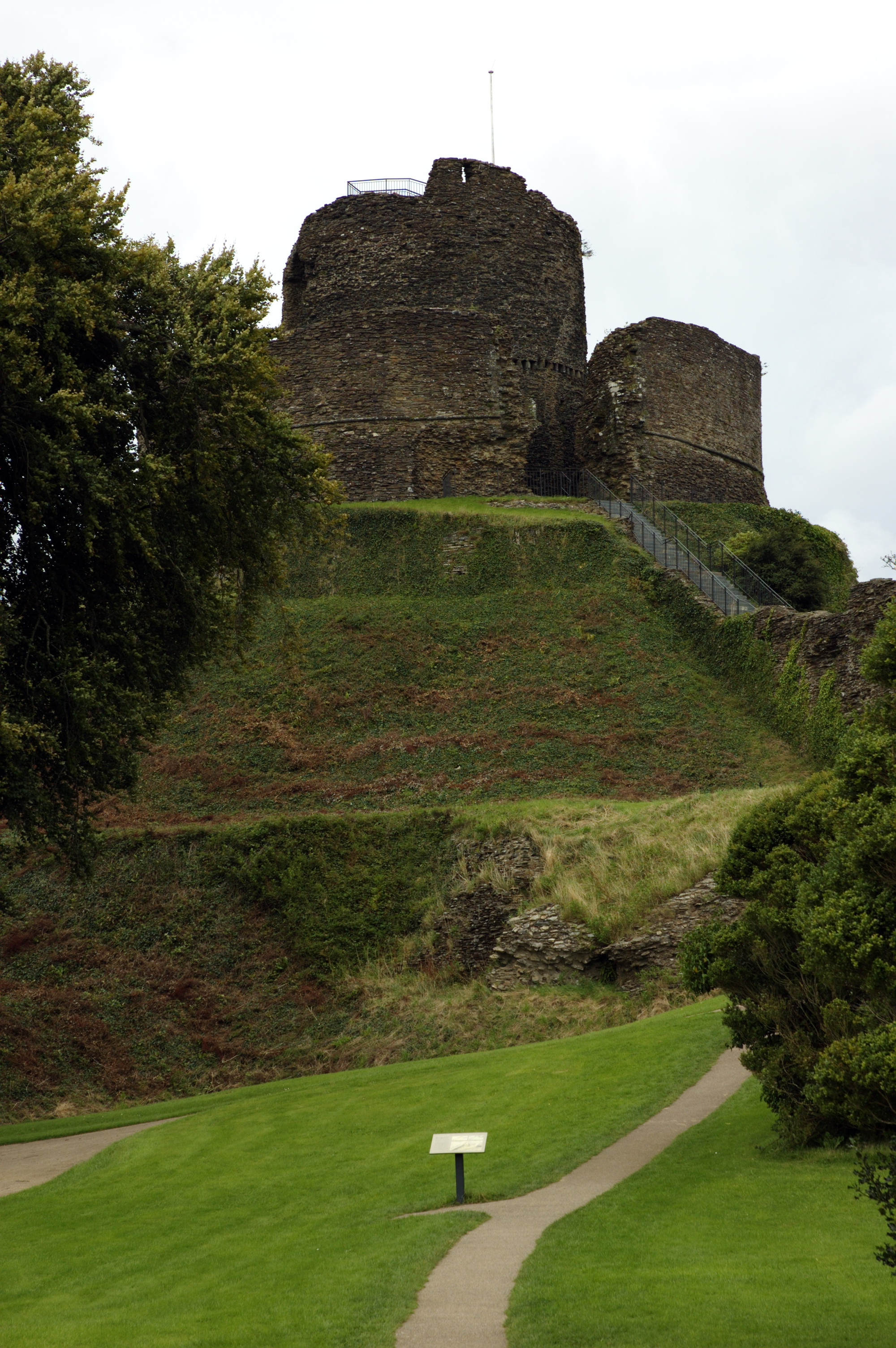
Motte von Launceston Castle

## Die Bauabschnitte
Die Burg ist heute ruinös und nur noch durch wenige Teile mit aufgehendem Mauerwerk gekennzeichnet. Wegen der fehlenden Kontinuität in der Folge der Eigentümer verfiel die Burg des Öfteren und wurde durch die verschiedenen Herrscher jeweils völlig neu strukturiert. Teilweise geben nur archäologische Grabungen Auskunft über die verschiedenen Bauphasen, da diese nur als Bodendenkmäler erhalten sind. Die Burg besteht aus zwei Teilen, wobei die Motte der ältere Anteil ist und die steinernen Mauerwerksanteile einschließlich einer Mantelmauer, die die unterhalb der Motte gelegene Unterburg umfasst, späteren Datums sind. Die Motte bildet die nordöstliche Ecke der nahezu quadratisch angelegten Unterburg.
Als Baumaterialien wurde in den frühesten Bauphasen Holz verwendet. Für die Steinbauten wurde schindelartig beschaffenes Umgebungsgestein verwendet. Granit aus Bodmin Moor wurde auch verwendet. Dächer wurden mit Schindeln und Firstziegeln aus Ton gedeckt, auch Blei fand Verwendung. Für Verblendungen, Bögen, Zierleisten und Laibungen wurde vom 12. bis zu 14. Jahrhundert ein magmatisches Gestein aus den Steinbrüchen des nahegelegenen, wenige Kilometer westlich befindlichen Ortes Polyphant verwendet.
Es sind zwei sehr frühe Berichte über den ruinösen Zustand der Burg erhalten. So wird in einem offiziellen Bericht 1337 über einen desaströsen Zustand mit fehlenden Dächern berichtet bei verschiedenen Gebäuden. Ähnliches wird im Jahre 1602 von Carew berichtet.
Heute imponieren noch:

### Die Motte und
Die Motte geht noch auf die Gründungszeit der Burg zurück und war wohl ursprünglich auch noch nicht so hoch wie heute. Der ursprüngliche Bau ebenda ist nicht mehr nachweisbar und war wohl aus Holz. Der steinerne Keep geht wohl eher auf das 12. Jahrhundert zurück. Der Keep ist ein Rundbau mit einem äußeren Mauerwerk und davon inwendig umschlossenen Rundturm von zwei Stockwerken. Der Raum zwischen Außenmauer und Turm war auf dem Niveau des Wehrganges der Mauer überdacht. Der Wehrgang verfügte zudem über ein Geländer. Die zwei Treppenhäuser zu dem Wehrgang waren in die Mauerbreite eingearbeitet.

### Die Mantelmauer der Unterburg
Von der Burgmauer sind noch östlich und südlich gelegene Teile der quadratischen Umfassung der Unterburg erkennbar, deren nordöstliche Ecke von der als Oberburg fungierende Motte gebildet wird. Ursprünglich war die Umfassung der Unterburg nur ein Erdwall, der wahrscheinlich Holzpalisaden trug. Erst später wurde eine steinerne Umfassungsmauer anstelle der Palisaden errichtet. Sie trug einen Wehrgang. Heutzutage befindet sich in der Südostecke der Mauer eine Lücke nach einem Einsturz des Eckturmes (genannt Watch Tower oder auch Witches Tower) im Jahre 1830. Die westliche Mauer wurde im 19. Jahrhundert niedergelegt. Balkenlöcher in der erhaltenen Teilen der Mauer lassen auf eine vormals größere Höhe als heute schließen.

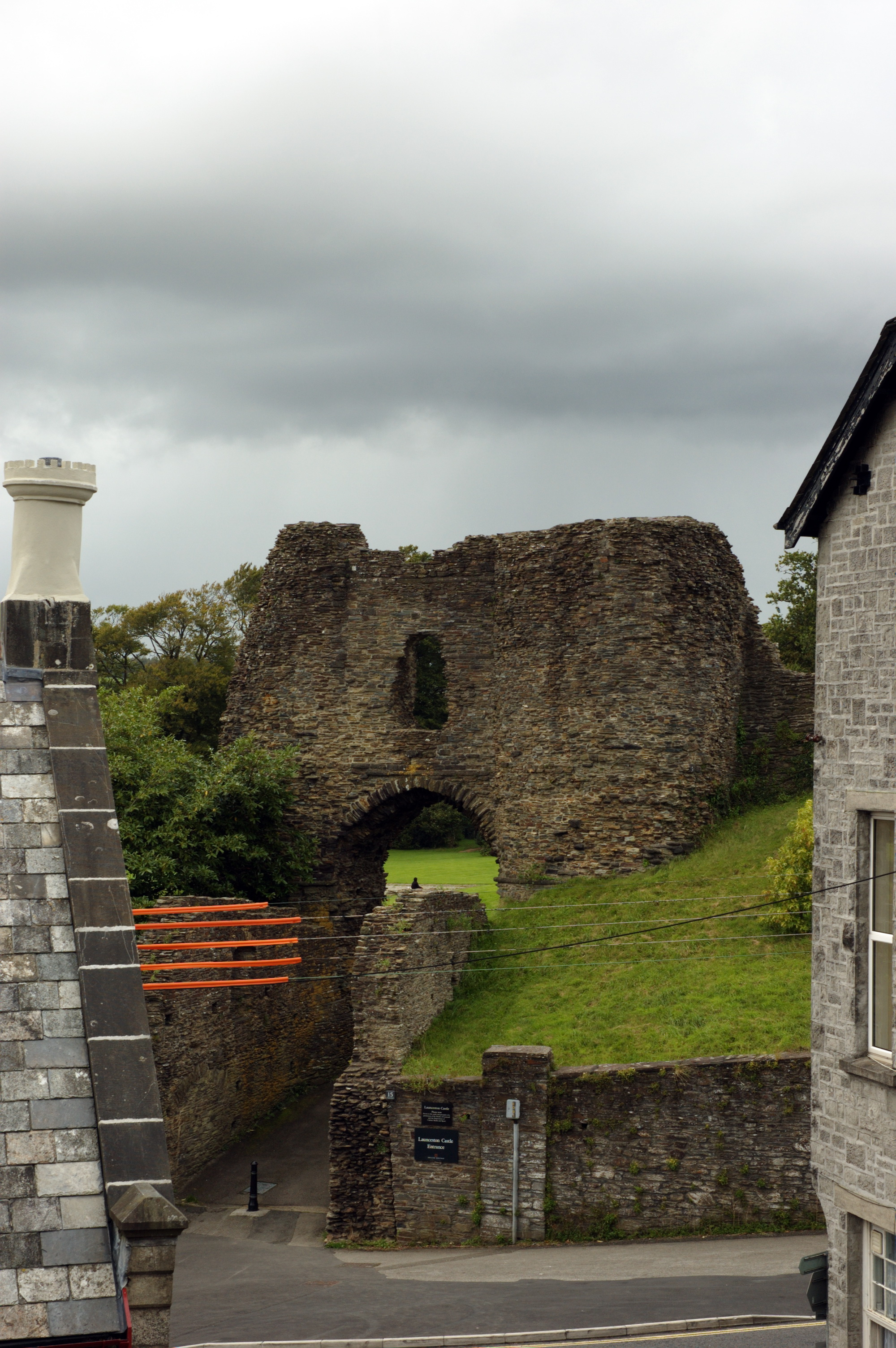
Das südliche Torhaus

### Das südliche Torhaus
Im Mittelalter führte dieses Tor hinaus in das private Hirsch-Gehege des Grafen. Nachdem man durch das Tor hinausgegangen war, führte der Weg weiter über eine befestigte Brücke über einen Graben. Das Torhaus hatte schwere Türen und ein Fallgatter. Über dem Tor befand sich eine entsprechend komfortable Wohnung im Torhaus. Die zwei Türme wurden zur Zeit von Richard von Cornwall dem Torhaus vorgeblendet. Die heutige Passage durch den Torbogen ist weit unter dem ursprünglichen Bodenniveau und darf als Erosionsfigur verstanden werden.

### Das nördliche Torhaus
Das in der 2. Hälfte des 13. Jahrhunderts während der Umgestaltungsmaßnahmen durch Richard von Cornwall errichtete und lange als Gefängnis- und Wärterhaus genutzte Gebäude wurde 1764 durch Coryndon Carpenter, der durch einen Lotteriegewinn reich geworden war, bis auf wenige Reste abgerissen, dabei der vorgelagerte Graben verfüllt, und durch das Eagle House ersetzt. Bis dahin war es der Zugang von der Burg zu Stadt und verfügte über ein Fallgatter. Zu seiner Errichtung wurde die nördliche Mantelmauer durchbrochen.

## Gefangene in der Burg
In der Burg befand sich der Kerker der Stadt, in dem sowohl der später heiliggesprochene Märtyrer und katholischer Priester Cuthbert Mayne bis zu seiner Hinrichtung, als auch der Gründer der Quäkerbewegung George Fox kurzfristig untergebracht waren.

## Die Burg heute
Das Burggelände, das nach dem Verlust der Funktion als Herrschaftssitz und Militärstützpunkt eine Bedeutung als Gerichts- und Gefängnisstandort behalten hatte, wurde nach dem im Jahre 1840 erfolgten Umzug der Justizbehörden nach Bodmin vom Duke of Northumberland in einen öffentlichen Park verwandelt.
Während des 2. Weltkrieges hatten das Kriegs- und Luftfahrtministerium Baracken auf dem Gelände der Burg errichtet, die auch 1944 durch die US-Armee genutzt wurden. Nach dem Krieg ging die Burg, die sich immer noch im Eigentum der Duchy of Cornwall befindet, in die Verwaltung von Launceston über. Ab 1951 wurde sie ministerieller Verwaltung unterstellt und als Kulturdenkmal von nationaler Bedeutung behandelt.
Die Burgruine steht seit 1984 unter der Verwaltung der English Heritage. Zur Besichtigung wird ein Eintrittsgeld erhoben.